# 大成三厂旧址
大成三厂旧址，位于江苏省常州市天宁区，是中华人民共和国江苏省文物保护单位之一。
2011年12月30日，授予江苏省文物保护单位，是一座近现代重要史迹及代表性建筑。